# Malvasia di Castelnuovo Don Bosco
Malvasia di Castelnuovo Don Bosco ist der Name eines italienischen Weinbaugebiets in der Nähe der Gemeinde Castelnuovo Don Bosco, Provinz Asti, Piemont. Das Weinbaugebiet hat seit dem 20. September 1973 den Status einer Denominazione di origine controllata (kurz DOC). Diese Appellation wurde zuletzt am 20. Februar 2015 aktualisiert.

## Anbaugebiet
Das Anbaugebiet ist auf die Gemeinden Albugnano, Castelnuovo don Bosco, Passerano Marmorito, Pino d’Asti, Berzano di San Pietro und Moncucco Torinese in der Provinz Asti, Region Piemont beschränkt.

## Erzeugung
Folgende Weintypen werden erzeugt:
- „Malvasia di Castelnuovo Don Bosco“ (Rot- und Roséwein)
- „Malvasia di Castelnuovo Don Bosco Spumante“ (Schaumwein)

Für die Herstellung sind folgende Rebsorten vorgeschrieben:
- Malvasia di Schierano und/oder Malvasia Nera Lunga: mindestens 85–100 %
- Freisa: höchstens 0–15 %.

## Beschreibung
Laut Produktionsvorschriften:

### Malvasia di Castelnuovo Don Bosco
- Farbe: kirschrot
- Geruch:zartes Aroma der ursprünglichen Trauben
- Geschmack: süß, aromatisch, charakteristisch
- Alkoholgehalt: mindestens 10,5 Vol.-%, mit einem Rest von mindestens 5,5…7,0 % potentiellem Alkoholgehalt. Bei dem Zusatz „Vigna“ mindestens 11,5 Vol.-%.
- Säuregehalt: mind. 5,0 g/l
- Trockenextrakt: mind. 14,0 g/l

### Malvasia di Castelnuovo Don Bosco Spumante
- Perlage: fein und anhaltend
- Farbe: mehr oder weniger intensives rosa
- Geruch:zartes Aroma der ursprünglichen Trauben
- Geschmack: süß, leicht aromatisch, charakteristisch
- Alkoholgehalt: mindestens 11,0 Vol.-%, mit einem Rest von mindestens 6,0…7,0 % potentiellem Alkoholgehalt.
- Säuregehalt: mind. 5,0 g/l
- Trockenextrakt: mind. 14,0 g/l